# Hunterstown
Hunterstown est une census-designated place américaine située dans le comté d'Adams en Pennsylvanie. En 2010, sa population était de 547 habitants.

## Source de la traduction
- (en) Cet article est partiellement ou en totalité issu de l’article de Wikipédia en anglais intitulé « Hunterstown, Pennsylvania » (voir la liste des auteurs).